# Морганукодон
Морганукодон (Morganucodon, «зуби з Гламоргану», за латинською назвою цієї місцевості в «Книзі Судного дня») — один з найдавніших ссавців, що існував у пізньому тріасі та, ймовірно, вимерлий в ранньому юрському періоді. Вперше його рештки виявив у Гламоргані Вальтер Георг Кюне.
Рід існував на Землі 221—210 млн років тому. Ототожнюється з еострозодоном.
На відміну від багатьох інших ранніх ссавців, морганукодон добре представлений численним, хоча і значною мірою розпорошеним, матеріалом, що добре зберігся. Він значною мірою походить з Гламоргану в Уельсі (Morganucodon watsoni), але викопні рештки також знайдені в провінції Юньнань в КНР (Morganucodon oehleri), у багатьох місцях в Європі та Північній Америці. Деякі, мабуть, близькоспоріднені тварини (мегазостродон) відомі за унікальними рештками, знайденими у Південній Африці.

## Характеристика і спосіб життя
Як і більшість ранніх ссавців, морганукодон був невеликою, вкритою шерстю твариною, що спиралася на всю стопу. Хвіст був відносно довгим. Згідно з Кемпом (Kemp, 2005) «довжина черепа становила 2—3 см, довжина тіла близько 10 см. Зовні нагадував мишу або землерийку».
Морганукодон, ймовірно, вів нічний спосіб життя, а вдень перебував в норі. Раціон складався, мабуть, з комах та інших дрібних тварин. Швидше за все, морганукодон відкладав яйця.

## Класифікація
Нижче наведено класифікацію видів згідно з Маккенною і Белл:
- Ряд Morganucodonta
  - Родина Morganucodontidae
    - + Рід Morganucodon
    - + Рід Eozostrodon
    - + Рід Brachyzostrodon
    - + Рід Helvetiodon
    - + Рід Erythrotherium
    - + Рід Wareolestes

## Справжній ссавець?
Серед вчених довга суперечка, чи слід класифікувати його як ссавця. Деякі воліли включити його в ширшу кладу — Mammaliaformes, через примітивну будову.
Аргумент, який часто використовується, щоб класифікувати їх як не-ссавців є той факт, що вони не мали трьох середніх кісток вуха, а нижня щелепа зчленовується на кшталт шарніра, як у його синапсидних пращурів у дуже відновленій формі. У ссавців щелепа складається виключно з нижньощелепної кістки.
Зуби морганукодона були вже типовими зубами ссавця: дитячі молочні зуби змінювалися набором постійних зубів, на відміну від рептилій, чиї зуби протягом життя змінюються кілька разів, мав вільний симфіз, постдентарну впадину, слабо розвинену зовнішню массетерну ямку. Щелепи рухалися не просто вгору і вниз, вперед і назад, як у цинодонтів, а за складнішою трикутною траєкторією. Саме через заміну зубів і певне зростання нижньої щелепи (симфіз розвинутий несильно й обидва промені можуть рухатися незалежно один від одного), Morganucodon тепер заведено вважати справжнім ссавцем.